# باتريك ونستون
باتريك ونستون (بالإنجليزية: Patrick Winston) هو عالم حاسوب، ومهندس، وأستاذ جامعي، وباحث في مجال الذكاء الاصطناعي أمريكي، ولد في 5 فبراير 1943 في بيوريا في الولايات المتحدة وتوفي في 19 يوليو 2019 في بوسطن في الولايات المتحدة.

## التعليم
تعلم في معهد ماساتشوستس للتكنولوجيا.

## جوائز
حصل على جوائز منها:
- زمالة جمعية النهوض بالذكاء الاصطناعي.